# Hirmoneura maculipennis
Hirmoneura maculipennis — вид двокрилих комах родини шпилькаркових (Nemestrinidae). Поширений в Північній Америці.